# 이슬람의 설
라쓰 앗싸나툰 알히지리툰(رأس السنة الهجرية→헤지라의 해의 시작)은 이슬람력의 첫 달인 무하람(ar)의 첫 날을 가리킨다.
많은 무슬림들은 헤지라의 중요성을 기억하기 위해 이 날을 활용하기도 한다. 최근에는 세계화의 영향으로 이슬람권에도 양력설이 보급되었으나 그리 널리 침투되지는 않았다.
시아파에서는 무하람은 무함마드의 손자인 후세인 이븐 알리(ar)와 그의 동지들이 순교한 아슈라(ar)가 있기에 고통과 슬픔의 시기로 해석된다.
라쓰 앗싸나툰 히지리툰은 헤지라를 기준으로 한 새로운 해의 시작인 반면 히지리툰을 빼고 단순히 라쓰 앗싸나툰이라고 할 경우에는 일반적인 새해를 가리키며, 유대교의 나팔절과 의미가 비슷하다.